# Browarnik
Browarnik – właściciel lub osoba zarządzająca browarem. Słowo to zostało utworzone od rzeczownika browar z dodatkiem formantu -nik. Powstały wyraz może oznaczać również osobę działającą w przemyśle browarniczym, pracującą w browarze. W odróżnieniu od piwowara, który bezpośrednio zajmuje się warzeniem piwa, browarnik nie jest określeniem zawodu lub funkcji, lecz osoby związanej z przemysłem browarniczym.